# Zenitale regen

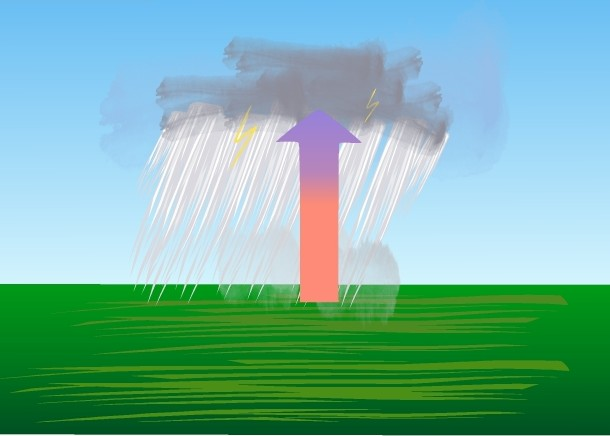
Zenitale regen

Zenitale regen of convectieve regen is regen die ontstaat door grote opwarming door zonnestralen die loodrecht op het aardoppervlak vallen. Het verschijnsel doet zich vooral voor rond de evenaar. Als de zon in het zenit staat en vochtige warme lucht opstijgt (convectie), koelt deze vervolgens in de hogere luchtlagen weer af. Deze afkoeling veroorzaakt condensatie. Daardoor worden wolken gevormd waaruit in de namiddag felle stortregens vallen. Die neerslag wordt zenitale regen of convectieve regen genoemd.